# Skakanie w worku

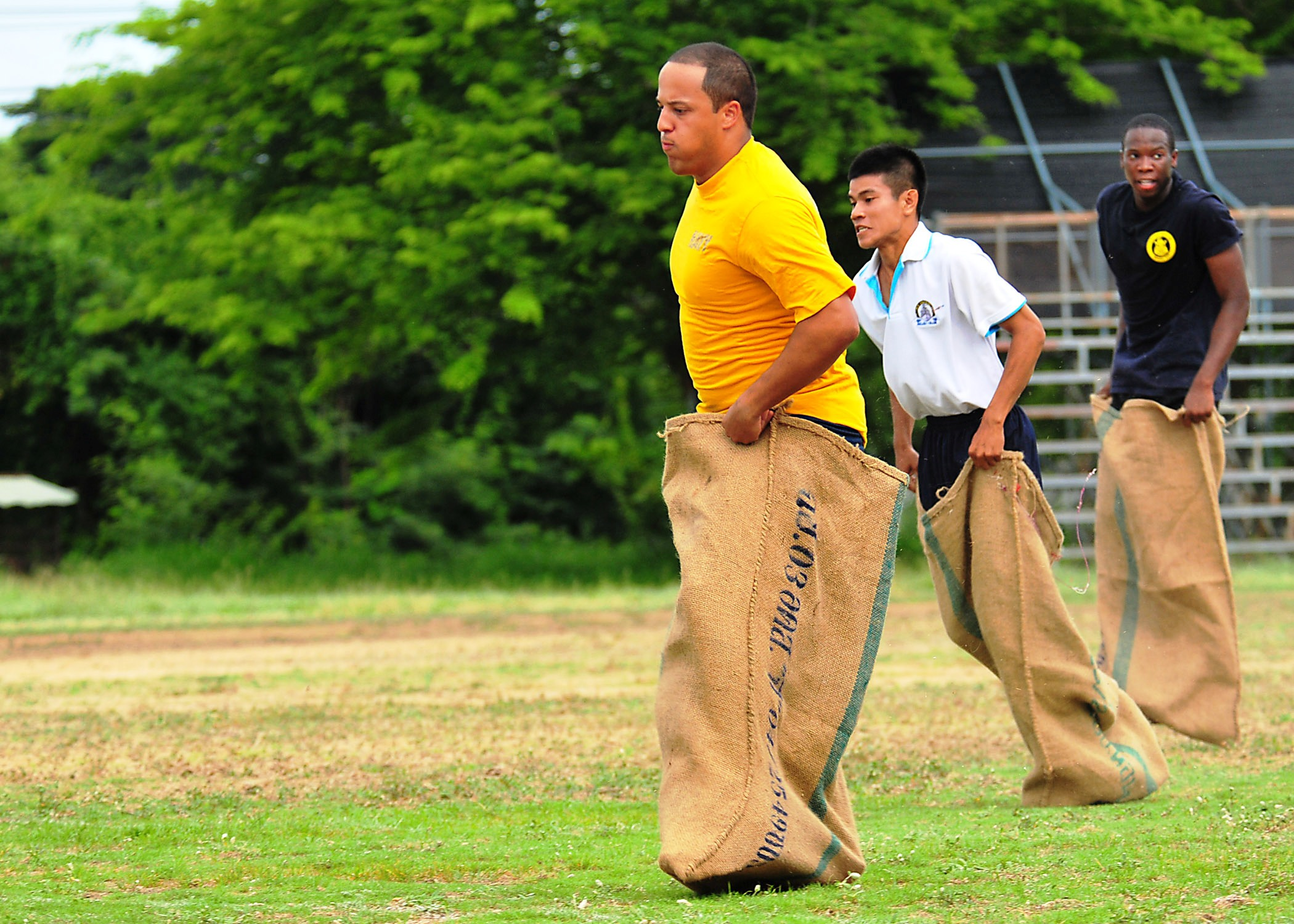
Skakanie w worku w Stanach Zjednoczonych

Skakanie w worku – zabawa dziecięca. Polega ona na tym, że wszyscy uczestnicy zakładają na nogi worki, które sięgają im do wysokości bioder. W tym worku, trzymając go za górne rogi, muszą na wyścigi doskakać do mety.